# Werner Meng

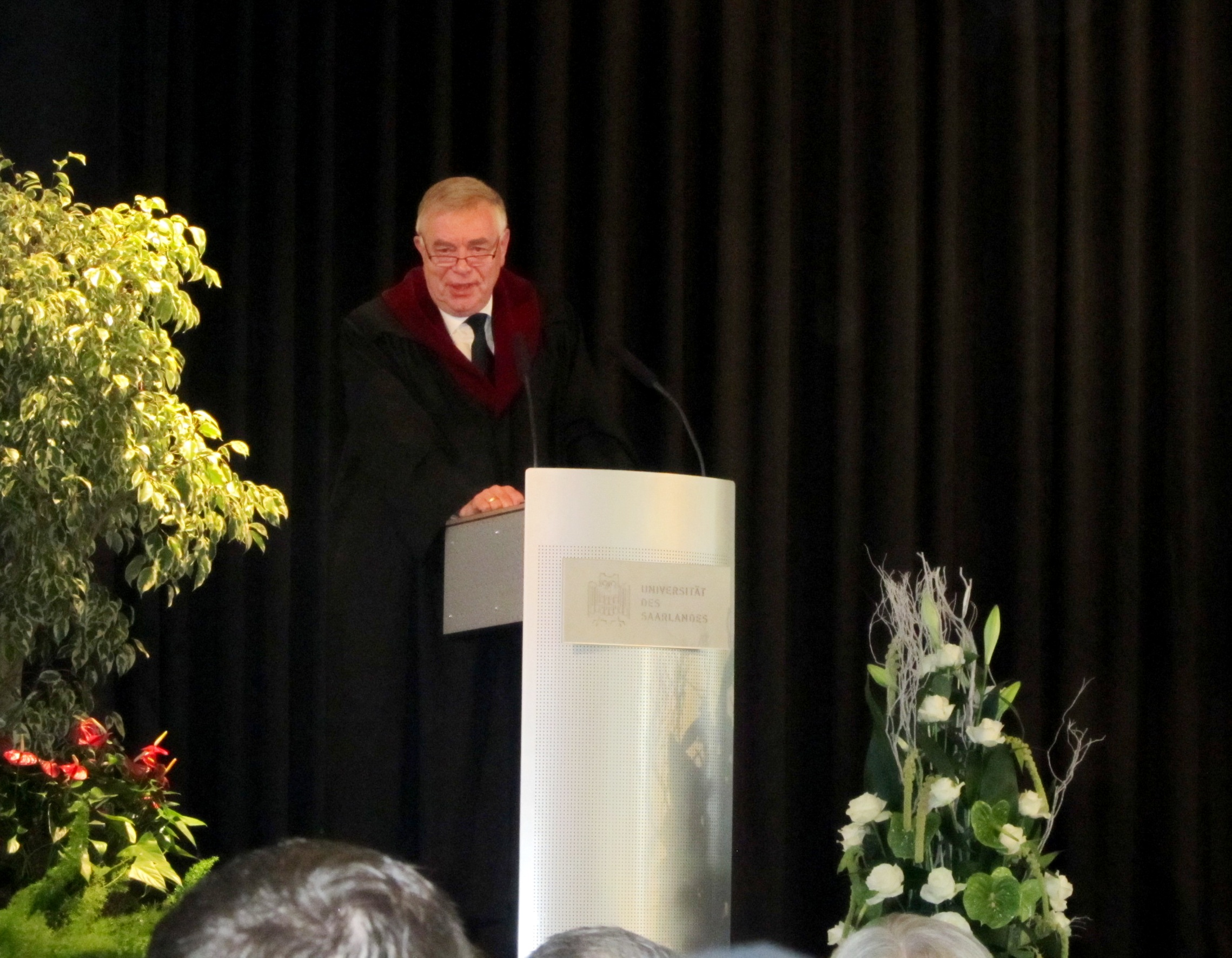
Werner Meng bei einer Abschlussfeier 2011

Werner Meng (* 22. Februar 1948 in Mainz; † 1. Juli 2016) war ein deutscher Rechtswissenschaftler. Er war von 1999 bis 2013 Inhaber des Lehrstuhls für Öffentliches Recht, Völkerrecht und Europarecht an der Universität des Saarlandes sowie Direktor des Europa-Instituts dieser Universität.

## Werdegang
Werner Meng studierte Recht an den Universitäten Mainz und Lausanne (Schweiz) und promovierte und habilitierte sich an der Universität Mainz. Von 1980 bis 1989 war er Wissenschaftlicher Referent am Max-Planck-Institut für ausländisches öffentliches Recht und Völkerrecht in Heidelberg sowie 1985 Research Scholar an der University of Michigan School of Law, Ann Arbor. Nach einer zwischenzeitlichen Tätigkeit als Rechtsanwalt in München übernahm Meng 1993 den Lehrstuhl für Öffentliches Recht, Völkerrecht, Europarecht und Internationales Wirtschaftsrecht an der Martin-Luther-Universität Halle-Wittenberg, an welcher er von 1997 bis 1999 zudem Direktor des Instituts für Wirtschaftsrecht und 1998/99 Dekan der Rechtswissenschaftlichen Fakultät war. Von 1999 bis 2013 war er Professor für Öffentliches Recht, Völkerrecht und Europarecht sowie Direktor des Europa-Instituts, Sektion Rechtswissenschaft an der Universität des Saarlandes. Außerdem war er ab 2009 Honorarprofessor der Universität von Yunnan, Kunming (China).
Meng war Gastprofessor an der Chicago Kent University, am World Trade Institute Bern (Schweiz), an der Amsterdam Law School, an der University of Rijeka Law School (Kroatien), an der Tulane Law School (New Orleans), an der Louisiana State University (Baton Rouge), an der Hong Kong City University School of Law, an der Beijing University School of Law, an der Chinesischen Akademie der Sozialwissenschaften (Peking), an der Université Pierre Mendes France Grenoble, an der Wuhan University School of Law, an der Panteion-Universität Athen (Griechenland) sowie Visiting Professorial Fellow am Institute of International Economic Law, Georgetown University School of Law, Washington, D.C.
Er publizierte insbesondere zum Internationalen Wirtschaftsrecht, zum Allgemeinen Völkerrecht und zum Recht der EG/EU.

## Forschungsgebiete
- Recht der WTO
- Sonstiges Recht des Internationalen Handels (mit Ausblicken auf dessen zivilrechtliche Komponente)
- Internationales Finanzrecht
- Recht der Internationalen Investitionen
- Sonstiges Internationales Wirtschaftsrecht
- EU-Recht
- Deutsches und ausländisches Verfassungsrecht

## Mit-Herausgeberschaften
- Journal of International Economic Law (JIEL)
- Archiv des Völkerrechts (AVR)
- Zeitschrift für Europarechtliche Studien (ZEuS)
- Schriften des Europa-Instituts der Universität des Saarlandes – Rechtswissenschaft
- Saarbrücker Studien zum Internationalen Recht

## Mitgliedschaften
- Vereinigung der deutschen Staatsrechtslehrer
- Deutsche Gesellschaft für Völkerrecht
- American Society of International Law
- Wissenschaftlichen Gesellschaft für Europarecht
- International Law Association (ILA)
- Committee on International Trade Law
- Rat der deutschen ILA-Landesgruppe